# Solution finale
Cet article court présente un sujet plus développé dans : Shoah.
 (août 2025).
Si vous disposez d'ouvrages ou d'articles de référence ou si vous connaissez des sites web de qualité traitant du thème abordé ici, merci de compléter l'article en donnant les références utiles à sa vérifiabilité et en les liant à la section « Notes et références ».

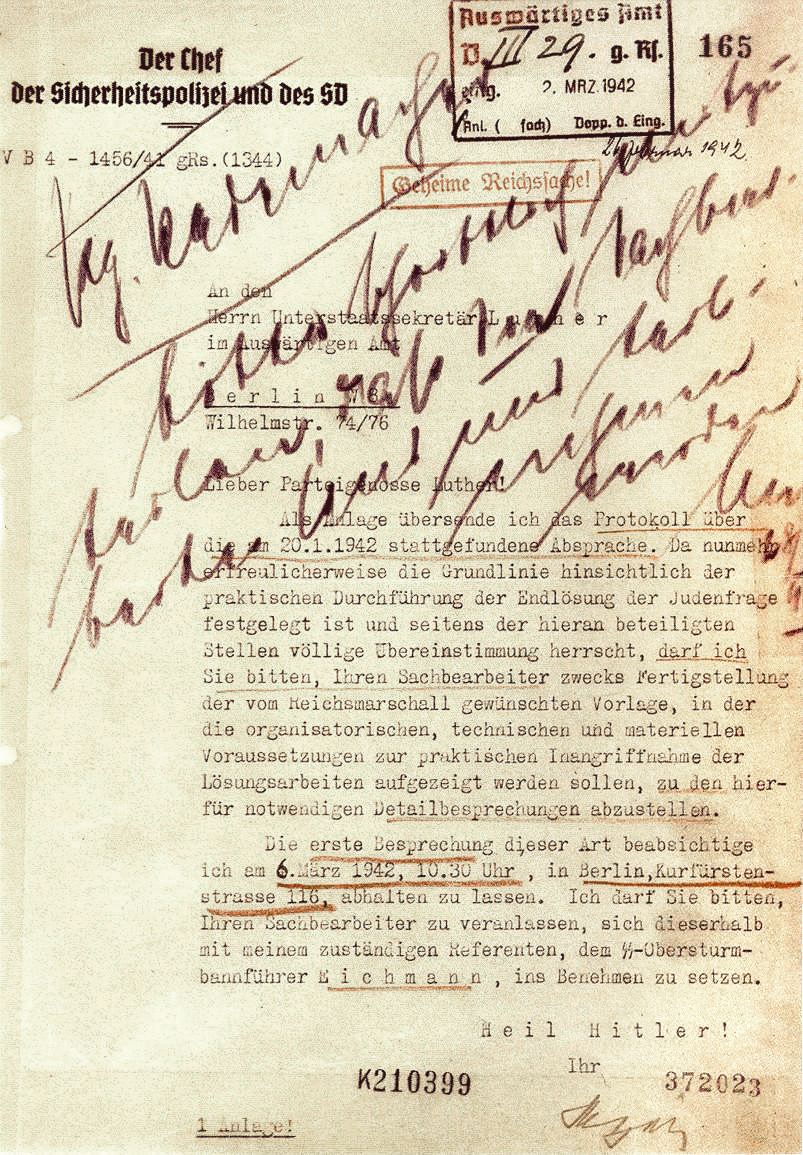
Lettre de suivi de Reinhard Heydrich au diplomate allemand Martin Luther demandant une assistance administrative dans la mise en œuvre de la solution finale, 26 février 1942.

La solution finale à la question juive (en allemand : Die Endlösung der Judenfrage) est un euphémisme du Troisième Reich pour le projet d'extermination des Juifs d'Europe pendant la Seconde Guerre mondiale, appelé ultérieurement « Shoah » (hébreu : שואה, « catastrophe, anéantissement ») par les historiens et survivants.

## Description
Cette politique de génocide organisée et systématique débutant dans l'Europe sous domination nazie, déjà amorcée à l'Est avec l'Opération Barbarossa par l'action des Einsatzgruppen, qui ont ordre de tuer les juifs, est formulée en termes procéduraux et géopolitiques par les dirigeants nazis en janvier 1942 lors de la conférence de Wannsee, tenue près de Berlin et présidée par Reinhard Heydrich. Elle donne notamment lieu à la mise en place d'une infrastructure déployée dans toute l'Europe occupée permettant l'arrestation, le transport et l'extermination en masse de ses victimes, ainsi que la collecte de leurs biens, et aboutit à la mort de 90 % des Juifs polonais et des deux tiers de la population juive de l'Europe occupée par les nazis.
Les nazis recourent en effet à tout un langage codé spécifique qui leur servira à dissimuler leurs crimes dans les années suivantes : jusqu'à la fin, la déportation-extermination des Juifs sera ainsi désignée par l'euphémisme de « réinstallation à l'Est » ou d’« évacuation », le gazage massif comme un « traitement spécial » (en allemand : Sonderbehandlung), les détenus livrés à l'extermination par le travail comme des « pièces » (en allemand : Stück).